# Беженару, Константин
Константин Беженару (рум. Constantin Bejenaru; род. 7 июня 1984, Унгены, Унгенский район, Молдавская ССР) — румынский боксёр-профессионал, молдавского происхождения, выступающий в первой тяжёлой и тяжёлой весовых категориях. Бронзовый призёр чемпионата Европы (2006), трёхкратный призёр чемпионата Европейского союза (2004, 2006, 2007), чемпион Франкофонских игр (2009), чемпион Всемирных игр боевых искусств (2010) в любителях.
Среди профессионалов бывший претендент на титул суперчемпиона мира по версии WBA (2019), чемпион по версиям WBC International (2016—2018) и WBC Continental Americas (2016—2018) в 1-м тяжёлом весе.
Лучшая позиция по рейтингу BoxRec — 15-я (декабрь 2017), и являлся 1-м среди молдавских боксёров первой тяжёлой весовой категории, — входя в ТОП-20 лучших боксёров первого тяжёлого веса всего мира.

## Любительская карьера
Занимается боксом с 1993 года.
В декабре 2003 года стал чемпионом Румынии в весе до 81 кг.
В июне 2004 года на чемпионате Европейского союза в Мадриде завоевал бронзовую медаль в весе до 81 кг. В июле выиграл турнир «Золотой пояс» в Бухаресте, победив казаха Бейбута Шуменова. В ноябре того же года выиграл чемпионат Румынии.
В мае 2006 года на чемпионате Европейского союза в городе Печ завоевал серебро, проиграв в финале турку Бахраму Музафферу, и в июле этого же года на чемпионате Европы в Пловдиве завоевал бронзовую медаль в весе до 81 кг. В июне того же года выиграл турнир «Золотой пояс».
В июне 2007 года на чемпионате Европейского союза в Дублине вновь завоевал серебро в весе до 81 кг, проиграв в финале ирландцу Кеннету Игану.
В июле 2008 года выиграл чемпионат Румынии в весе до 91 кг.
В феврале 2009 года выиграл Кубок Румынии в весе до 81 кг. В июле 2009 года дошёл до полуфинала чемпионата Румынии и был дисквалифицирован.
В сентябре 2010 года стал чемпионом по боксу Всемирных игр боевых искусств в весе до 91 кг, победив в финале иорданского боксёра Ахмада аль-Таймата, и завоевал титул чемпиона Румынии.

## Турнир Bigger’s Better
В 2011 году принимал участие в европейском серийном коммерческом турнире по боксу Bigger’s Better, который проходит в формате популярного в Великобритании боксёрского турнира Prizefighter 25. Беженару участвовал в двух этапах, проходя весь турнир и в двух финалах — в сентябре 2011 года (Bigger’s Better 7 Hall Of Fame) и в декабре 2011 года (Bigger’s Better King 2011 (Bigger’s Better 9)) одерживал победы завоёвывая призовой выигрыш. В декабре 2011 года одержал победу в суперфинале Bigger’s Better King 2011 победив по очкам хорвата Ивицу Бачурина (который до этого в полуфинале победил нынешнего чемпиона мира латыша Майриса Бриедиса) и стал суперчемпионом Bigger’s Better 2011 года.

## Профессиональная карьера
Константин Беженару дебютировал на профессиональном ринге 28 сентября 2012 года в США победив нокаутом во 2-м раунде американца Дуэйна Джексона.
15 апреля 2016 года состоялся поединок двух небитых ранее боксеров 1-го тяжёлого веса в котором Беженару одержал уверенную победу единогласным решением судей (счёт: 77-74 и 78-73 дважды) над россиянином Алексеем Зубовым (10-0). Беженару уверенно выиграл почти все раунды, за исключением 7-го, в котором ему пришлось побывать в нокдауне.

### Бой с Табисо Мчуну
25 ноября 2017 года состоялся поединок Беженару с одним из лучших африканских боксёров экс-претендентом на звание чемпиона мира Табисо Мчуну (18-3), в котором Беженару победил единогласным судейским решением (счёт: 98-91 и 97-92 дважды) и защитил титулы WBC International и WBC Continental Americas в первом тяжёлом весе. При этом в 7-м раунде Мчуну был отправлен в нокдаун.

### Чемпионский бой с Арсеном Гуламиряном
28 декабря 2019 года состоялся поединок Беженару за титул суперчемпиона мира по версии WBA в 1-м тяжелом весе с французом армянского происхождения Арсеном Гуламиряном (25-0, 17 KO), в котором Беженару досрочно проиграл не выйдя на 10-й раунд.

## Таблица результатов боёв
В таблице перечислены результаты всех поединков боксёров.
В каждой строке указан результат поединка. Дополнительно номер поединка обозначен цветом, который обозначает итог поединка. Расшифровка обозначений и цветов представлена в нижеследующей таблице.
| Пример | Расшифровка                     |
| ------ | ------------------------------- |
|        | Победа                          |
|        | Ничья                           |
|        | Поражение                       |
|        | Планируемый поединок            |
|        | Поединок признан несостоявшимся |
| КО     | Нокаут                          |
| ТКО    | Технический нокаут              |
| PTS    | Решение судей (по очкам)        |
| UD     | Единогласное решение судей      |
| MD     | Решение большинства судей       |
| SD     | Раздельное решение судей        |
| RTD    | Отказ от продолжения боя        |
| DQ     | Дисквалификация                 |
| NC     | Поединок признан несостоявшимся |

| Бой | Рекорд | Дата            | Соперник                    | Место боя                                         | Раундов           | Дополнительно |
| --- | ------ | --------------- | --------------------------- | ------------------------------------------------- | ----------------- | --- |
| 16  | 14-1   | 28 декабря 2019 | Арсен Гуламирян (25-0)      | Марсель, Франция                                  | RTD 10 (12), 3:00 | Бой за титул суперчемпиона мира по версии WBA (2-я защита Гуламиряна) в 1-м тяжелом весе.                                                   |
| 15  | 14-0   | 12 июля 2019    | Хосе Умберто Коррал (20-24) | Такома, Вашингтон, США                            | TKO 6 (8), 2:02   | |
| 14  | 13-0   | 25 ноября 2017  | Табисо Мчуну (18-3)         | Мохеган-сан, Анкасвилл, Коннектикут, США          | UD (10)           | Счёт: 98-91 и 97-92 дважды. Защитил титулы чемпиона по версиям WBC International и WBC Continental Americas. Мчуну в нокдауне в 7-м раунде. |
| 13  | 12-0   | 4 ноября 2016   | Стивенс Бужай (16-0-1)      | Корона, Калифорния, США                           | UD (10)           | Счёт: 97-91 трижды. Завоевал вакантные титулы чемпиона по версиям WBC International и WBC Continental Americas.                             |
| 12  | 11-0   | 15 апреля 2016  | Алексей Зубов (10-0)        | Верона, штат Нью-Йорк, США                        | UD (8)            | Счёт: 77-74 и 78-73 дважды. Беженару в нокдауне в 7-м раунде.                                                                               |
| 11  | 10-0   | 24 октября 2015 | Джоэл Шойгрин (8-1)         | Paramount Theatre, Хантингтон, штат Нью-Йорк, США | UD (8)            | Счёт: 80-72, 79-73, 80-72. |
| 10  | 9-0    | 18 апреля 2015  | Дэйв Валикео (4-5)          | Paramount Theatre, Хантингтон, штат Нью-Йорк, США | TKO 2 (6), 1:02   | |